# Hemileuca dyari
Hemileuca dyari är en fjärilsart som beskrevs av Max Wilhelm Karl Draudt 1930. Hemileuca dyari ingår i släktet Hemileuca och familjen påfågelsspinnare. Inga underarter finns listade i Catalogue of Life.